# Monster (film, 2014)
Pour les articles homonymes, voir Monster.
Pour plus de détails, voir Fiche technique et Distribution.
Monster (hangeul : 몬스터, RR : Monseuteo) est une thriller sud-coréen réalisé par Hwang In-ho, sorti en 2014.

## Synopsis
Bok-soon est une jeune fille instable qui mène une vie simple, elle travaille dans un marché et vit seule avec sa cadette, une étudiante studieuse qu'elle chérit plus que tout. Lorsqu'elle rencontre la petite Nari, son destin bascule : sa route va croiser celle de Tae-soo, un impitoyable tueur qui a assassiné la sœur de Nari. L'enfant est l'unique témoin du meurtre et Tae-soo est bien décidé à la faire disparaître…

## Fiche technique
- Titre : Monster
- Titre original : 몬스터
- Réalisation : Hwang In-ho
- Scénario : Hwang In-ho
- Photographie : Jung Yong-gyeon, Kim Ki-tae
- Musique : Jae-jin Lee
- Production : Kim Min-kyoung, Ahn Sang-hoon
- Société de distribution : CJ Entertainment
- Pays d'origine :  Corée du Sud
- Langue originale : coréen
- Genre : action, thriller
- Durée : 115 minutes
- Date de sortie :
  -  Corée du Sud : 13 mars 2014

## Distribution
- Lee Min-ki : Tae-soo
- Kim Go-eun : Bok-soon
- Kim Roi-ha : Ik-sang
- Kim Boo-seon : Kyeong-ja
- Ahn Seo-hyun : Na-ri
- Kim Bo-ra : Eun-jeong
- Nam Gyeong-eup : Boss Jeon
- Han Da-eun : Yeon-hee
- Park Byung-eun : Kwang-soo
- Bae Seong-woo : Seong-moon
- Kim Gyung-ae : la grand-mère de Bok-soon
- Park Chul-min : Boss Park (caméo)